# 佐野光来
佐野 光来（さの みく、1990年3月29日 - ）は、日本のタレント、女優、ファッションモデル。東京都品川区出身。プラチナムプロダクション所属。

## 略歴
母親の里帰り出産のため、出生地は埼玉県。1993年、当時劇団に入っていた兄が出演予定だったCMに、病欠の兄の代理として出演。1999年よりプロダクションに所属。エキストラなどを中心に活動し、2003年に正式デビュー。
2003年4月より、おはガールとして、「おはスタ」にレギュラー出演。同月から2004年3月まで、 矢口聖来（セイラ）・藤森麻由（マユ）と、「おはガールスターフルーツ」として、2004年4月から2005年3月まで、矢口聖来（セイラ）・田中愛里（アイリ）と、「おはガールスターフルー2」としてユニット活動を行った。「Hana*chu→」「セブンティーン」など、女子小中高生向けファッション雑誌のレギュラーモデルとしても活躍。
2005年クラリオンガールグランプリと、ミスセブンティーン2005に輝いた。

## 人物
特技は、3歳の時から10年間習っていたバレエと、子供の頃から地元（戸越）のお祭りで担いでいた神輿。
映画の撮影時にスタッフからアクションを誉められて以降、殺陣が特技として加わった。

## 出演

### テレビドラマ
- いちばん暗いのは夜明け前 第8話（2005年8月21日、テレビ東京） - ショウコ 役
- トゥルーラブ（2006年1月9日、フジテレビ） - 千絵 役
- 砂時計 第6話 - 第42話（2007年3月19日 - 5月8日、TBS） - 中原麻理子（中高生時代） 役
- 山田太郎ものがたり（2007年7月6日 - 9月14日、TBS） - 高岡遥 役
- ミラクルボイス（2008年1月3日、TBS） - 武内千鶴（高校生時代） 役
- ガールズトーク〜十人のシスターたち〜（2012年10月2日 - 2013年3月26日、テレビ朝日） - 青の飛鳥 役
- 牙狼-GARO- 〜闇を照らす者〜 第1話（2013年4月5日、テレビ東京） - 花嫁（ホラー人間態） 役
- ガリレオ 第2シーズン 第三章（2013年4月29日、フジテレビ）
- 甘王の共感スクール（2013年4月2日 - 2013年9月24日、テレビ朝日） - 秘書 光来 役
- 牙狼-GARO- -魔戒ノ花- 第8話（2014年5月23日、テレビ東京） - 会社員A 役
- 大河ドラマ 花燃ゆ 第28回 - 第39回（2015年7月12日 - 9月27日、NHK）
- よろず屋ジョニー 第2話（2015年11月27日、フジテレビTWO）  - あいみ 役
- 咲-Saki- 阿知賀編 episode of side-A 第2局（2017年12月13日、TBS）
- チート〜詐欺師の皆さん、ご注意ください〜 target4（2019年10月24日、読売テレビ）
- 教場（2020年1月4日・5日、フジテレビ） - 佐野みく 役

### 映画
- はーもにか（2007年10月） - 宮下菜月 役（ショートムービー）
- 昴－スバル－（2009年3月20日） - 呉羽真奈 役
- 花のあすか組NEO!（2009年4月25日） - 堂本美子 役
- 君に届け（2010年9月25日）
- 新宿スワン（2015年5月30日）
- リアル鬼ごっこ（2015年7月11日） - ミホ 役
- 花火（2016年）

### 舞台
- ハイバイ「ヒッキーソトニデテミターノ」（2018年2月9日 - 3月17日） - 睡眠学習枕 役
- 透ける躯体（2019年9月4日 - 8日、北千住BUoY）

### バラエティ
- おはスタ - スーパーライブ（2003年4月 - 2005年3月、テレビ東京）
- おはスタ - 第1部（2003年6月 - 9月、テレビ東京）
- ばりすご☆ボイガー7（2004年2月14日、TVQ九州放送）
- ギャグコロスタジオ（2004年5月23日、テレビ東京）
- プラステ（2005年7月 - 2007年9月、スカパー!　エンタ!371） - メインMC
- クイズ!日本語王（2005年12月15日、TBS）
- KUNOICHI 第5回大会（2006年1月7日、TBS）
- 出没!アド街ック天国 - 戸越銀座編VTR （2006年1月14日、テレビ東京）
- オビラジR（2007年1月25日、TBS）
- ウチスタCollection（2007年3月 - 9月、フジテレビ）
- うぇぶたまww（2007年4月20日・27日、テレビ東京）
- 明石家さんちゃんねる（2007年5月30日、TBS）
- ハッピーミックス（2008年8月9日、日本テレビ）
- TV☆Lab - ゴロクヤ（2009年3月29日、BSフジ）
- ハシゴマン（2013年1月17日、TOKYO MX）

### ラジオ
- OHA-OHA NIGHT（2003年9月第1週・第2週 ニッポン放送）
- OHA-OHA NIGHT（2004年4月第1週・第2週 ニッポン放送）

### インターネットテレビ
- ブロードバンド!ニッポン（2005年9月5日 LFX BB - ストリーミング生放送）

### オリジナルビデオ
- おりがみのススメ（2007年 リバプール）
- 俺のおりがみ（2007年 リバプール）

### CM
- 清水建設「鉄人パパ編」（1993年）
- タカラ「ピンキッシュ ラメリーゴーランド」（2003年）
- スズキ & 明治製菓 - ドラマ「ミラクルボイス」内のドラマーシャル（2008年）
- 日本コカ・コーラ「一（はじめ） 茶織」 - ボトル収穫 春篇・夏篇（2008年）
- 常盤薬品「豆乳イソフラボン」 - クチコミジェット編（2009年）

### カタログ
- セシール「Cupop」 - 夏号（2007年）
- サン宝石「Fancy POCKET GIRLs'」 - No.30・31・32（2008年）
- NEC「LaVie Light」（2009年）

### ポスター
- スポーツクラブ「エグザス」（1999年）

## 書籍

### モデル
- Hana*chu→（主婦の友社） - 元レギュラーモデル（2003年 - 2004年）
- melon（祥伝社） - おはガールのOHA-Styleコーナー（2004年 - 2005年）
- セブンティーン（集英社） - 元専属モデル（2005年 - 2008年）
- non-no（集英社） - 2008年14号
- mini（宝島社） - 2009年2月号
- De☆View（オリコン） - 2009年5月号

### 雑誌
- ちゃお（小学館） - おはガールコーナー （2003年 - 2005年）
- 週刊少年サンデー（小学館） - おはスタコーナー （2003年 - 2005年）
- BOMB（学研パブリッシング） - 2003年7月号
- ピュアピュア（辰巳出版） - 2003年 Vol.21
- 週刊実話（日本ジャーナル出版） - 2008年4月17日号
- CM NOW（玄光社） - 2008年5-6月号
- Birth-Day!!（F-STAGE） - 2008年9月号 ＊フリーペーパー
- WOOFIN'（シンコーミュージック） - 2009年4月号
- バレリーナへの道（文園社） - 2009年 Vol.76
- POPEYE（マガジンハウス） - 2009年4月号
- EX大衆（双葉社） - 2009年4月号
- 週刊ファミ通（エンターブレイン） - 2009年4月3日号
- ビッグコミックスピリッツ（小学館） - 2009年 Vol.17
- JUNON（主婦と生活社） - 2009年5月号
- B.L.T.（東京ニュース通信社） - 2009年5月号
- street Jack（ベストセラーズ） - 2009年5月号
- sabra（小学館） - 2009年5月号
- セブンティーン（集英社） - 2009年5月号
- シルバーアクセスタイルマガジン（笠倉出版社） - 2009年 Vol.8

## 作品

### シングル
- スタフルミュージックボックス （2005年2月5日、おはガールスターフルー2）
  - スタフル★ミラクルドゥー 〜キセキのチカラ〜
  - スタフル★ミラクルマジック